# 금산 김씨
금산 김씨(錦山金氏)는 충청남도 금산군을 본관으로 하는 한국의 성씨이다. 시조 김정보(金正寶)는 경순왕의 후예로, 고려조 벼슬이 사복시부정(司僕寺副正)이었다.

## 역사
《김씨 분관록》·《증보문헌비고》·《조선씨족통보》등의 문헌에 의하면 시조가 사복시부정(司僕寺副正) 김정보(金正寶)라 한다.
그의 13세손 김신(金侁)이 고려 원종 14년(1273) 7월 원나라에 들어가 공을 세우고 돌아와 추밀원부사(樞密院副使)에 임명되고 금주군(錦州君)에 봉해져, 후손(後孫)들이 그를 일세조로 하고 본관을 금산(錦山)으로 하여 세계를 이어오고 있다.
김신(金侁)의 첫째아들 '김세유'(金世宥)는 부원수(副元帥)를 지냈으며, 둘째아들 '김광유'(金光宥)는 호조전서(戶曹典書)를 역임하여 가문(家門)의 대(代)를 이었다. 
1370년(공민왕 19) 문과(文科)에 급제한 김지(金摯)는 김광유의 증손(曾孫)으로 한림원학사(翰林院學士)를 거쳐 사의대부(司義大夫)· 좌사간(左司諫)을 지냈으며 고려가 망하고 조선이 개국(開國)하자 태종(太宗)이 가선대부(嘉善大夫)로 예조참판(禮曹參判)을 제수(除授)하여 그를 불렀으나 벼슬길에 나가지 않고 충절을 지켰다.

## 분파
장수파(長水派), 남해파(南海派), 진주파(晉州派), 창녕파(昌寧派), 회령파(會寧派), 곡성남원파(谷城南原派), 고부파(古阜派), 금산파(錦山派)로 나뉘었다.

## 인물
조선시대에 김희옹(金希雍)은 문과(文科) 급제하고 한성부판윤(漢城府判尹)과 이조판서(吏曹判書)를 지냈고, 김감(金鑑)은 김광유의 11세손으로 문과(文科)에 급제하여 예조정랑(禮曹正郞)을 거쳐 성절사(聖節使) 서장관(書狀官)이 되어 명(明)나라에 다녀와 이조참의(吏曹參議)를 역임한 후, 1636년(인조 14) 병자호란(丙子胡亂)이 일어나자 곡성(谷城)에서 의병장(義兵將)이 되어 아들 남식(南植)· 남억(南億) 형제와 함께 눈부신 활약을 했다. 
그 외 인물(人物)로는 김남억(金南億)의 6세손으로 병조참판(兵曹參判)을 지낸 김언장(金彦章)과 지중추부사(知中樞府事) 김언태(金彦兌), 좌승지(左承旨) 김언익(金彦翊)이 유명했고 김언익의 아들 김의흥(金義興)은 한성부좌윤(漢城府左尹)을 역임하고, 부호군(副護軍)을 지낸 김평(金平 : 김언태의 아들), 첨지중추부사(僉知中樞府事) 김대휘(金大輝)· 김인해(金仁海)와 함께 가문을 빛냈다. 

## 과거 급제자
금산 김씨는 조선시대 문과 급제자 3명을 배출하였다.
문과
김감(金鑑) 김태화(金兌和) 김후중(金垕重)
무과
김경흡(金慶翕) 김광욱(金光旭) 김군길(金君吉) 김만관(金萬寬) 김원보(金元寶)
김일(金釰)
생원시
김련(金鍊) 김초망(金楚望) 김혁장(金赫璋)
진사시
김감(金鑑) 김기중(金基中)